# 大爆炸简史
《大爆炸简史》（Big Bang: The most important scientific discovery of all time and why you need to know about it）是西蒙·辛格撰写，由第四产业于2004年出版的一本书。湖南科学技术出版社出版了其简体中文版，并归入其《第一推动丛书》。
《大爆炸简史》记载了宇宙大爆炸模型的历史与发展，从古希腊科学家首次测量到太阳的距离，到20世纪探测到宇宙微波背景辐射，至今仍回荡着时间的黎明。该书讨论了不同的宇宙理论是如何演变的，以及对相关人员的个人看法。

## 大爆炸理论之前
该书探讨了哥白尼和伽利略理论的不准确性是如何导致它们被摒弃的。哥白尼和伽利略使用错误的论据，使人们相信地球绕着太阳转，而太阳是宇宙的中心。这两种说法在当时对公众来说都是陌生的，对后来的公众来说仍然是陌生的。直到约翰内斯·开普勒最终在数学上正确地解释，才使这些理论在一代人之内被接受。正如辛格所指出的，只有在老一代死去之后，新理论才会被接受。

## 大爆炸理论的演变
在大爆炸理论的演变过程中，有些人通过假说和实验，在该理论的推进中扮演了重要角色，该书讲述了他们的个人故事。其中包括：阿尔伯特·爱因斯坦创建了广义相对论；亚历山大·弗里德曼首先发现该理论会导致宇宙膨胀；乔治·勒梅特独立于弗里德曼得出结论发现宇宙在膨胀，因此该理论必然导致一个创世的初始事件，这就是我们今天所知的大爆炸理论；埃德温·哈勃观测到了宇宙的膨胀，从而证实了弗里德曼和勒梅特的结论；还有乔治·伽莫夫、拉尔夫·阿尔弗、罗伯特·赫尔曼、马丁·赖尔、阿诺·彭齐亚斯和罗伯特·伍德罗·威尔逊等人。
该书的另一个主题是科学方法本身：意外发现、好奇心、理论和观察如何结合起来，扩展我们对世界的理解。
书中最有趣的观点之一是，爱因斯坦最初是如何立即驳斥该理论的。他在科学界享有权威，因此没人敢反对他，从而在多年里扼杀了该领域的研究。然而，当哈勃证实了该理论时，爱因斯坦很快就认同了勒梅特及其理论。

## 评价
《纽约时报》的威廉·格莱姆斯赞扬了辛格的写作能力，通过使用图表、文字和插图，即使在解释困难的科学概念时，他也能保持读者的娱乐性和理解力。他写道：“《大爆炸简史》不仅仅是单一理论的历史，它也是对科学方法和对人类理性启发力量的争论。”